# Aucke van der Werff
Aucke van der Werff (Schettens, 3 september 1953) is een Nederlands politicus van het CDA en voormalig bestuurder. Van 2003 tot oktober 2018 was hij burgemeester van achtereenvolgens de gemeenten Het Bildt en Noordoostpolder.

## Loopbaan
Van der Werff deed HBS-b aan het Johannes Calvijnlyceum te Kampen, studeerde Nederlands en Engels. Zo is hij docent Engels geweest en heeft een managementfunctie bekleed. In 1988 werd Van der Werff afdelingsvoorzitter van het CDA in de gemeente Wymbritseradeel. Van 1990 tot 1998 was hij gemeenteraadslid en fractievoorzitter.
In 1998 is Van der Werff benoemd tot wethouder (tevens locoburgemeester) van Wymbritseradeel. Op 17 februari 2003 ging hij het burgemeesterambt van de gemeente Het Bildt bekleden. 
In het voorjaar van 2010 volgde zijn benoeming tot burgemeester van de gemeente Noordoostpolder.
Op 19 februari 2018 heeft Van der Werff aan de gemeenteraad meegedeeld dat hij per 1 oktober van dat jaar ging aftreden. Met ingang van 8 oktober 2018 is Henk Tiesinga benoemd als waarnemend burgemeester. Diezelfde avond werd aangekondigd dat Harald Bouman door de gemeenteraad van Noordoostpolder werd voorgedragen als nieuwe burgemeester en definitieve opvolger van Van der Werff.